# Vesin

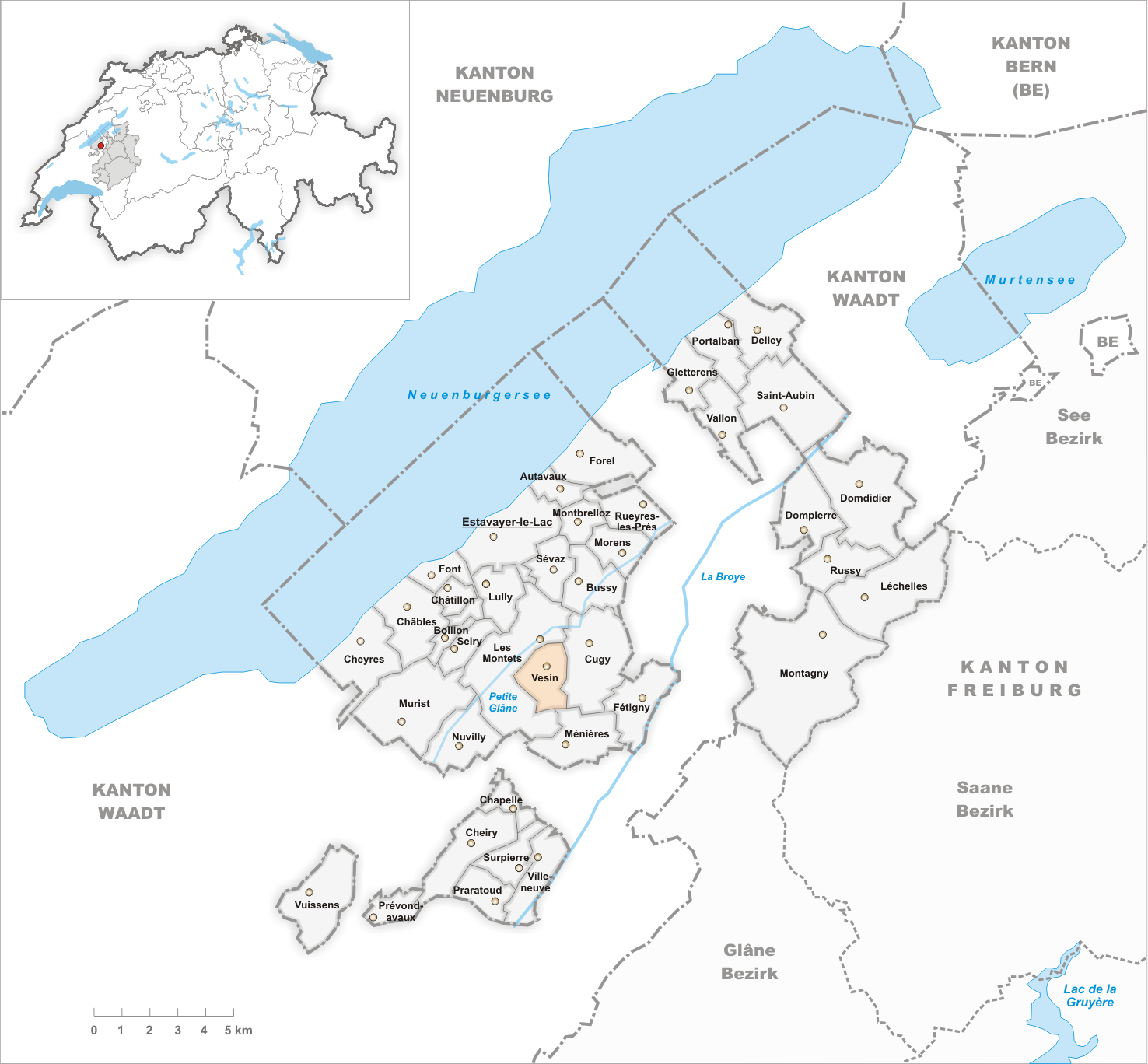
Gemeindestand vor der Fusion am 1. Januar 2005

Vesin ist eine Ortschaft und früher selbständige politische Gemeinde im Distrikt Broye des Kantons Freiburg in der Schweiz. Am 1. Januar 2005 wurde Vesin nach Cugy eingemeindet.

## Geographie
Vesin liegt auf 515 m ü. M., zwei Kilometer südwestlich von Cugy und fünf Kilometer westsüdwestlich von Payerne (Luftlinie) in der freiburgischen Exklave Estavayer-le-Lac. Das ehemalige Strassenzeilendorf erstreckt sich am Hang und in einer Talmulde am Nordostfuss des Molassehügellandes zwischen dem Neuenburgersee und dem Broyetal, im nordwestlichen Freiburger Mittelland. Die ehemalige Gemeindefläche betrug rund 3,4 km². Das Gebiet umfasste einen Abschnitt beidseits des Dorfbachs von Vesin, reichte im Norden an den Rand der Broyeebene, im Westen und Südwesten auf die Höhen des Molassehügellandes (im Bois d’Aumont bis 651 m ü. M.) und im Osten bis zum Waldgebiet Bois des Invuardes.

## Bevölkerung
Mit 242 Einwohnern (2000) zählte Vesin vor der Fusion zu den kleinen Gemeinden des Kantons Freiburg. Im Jahr 1900 hatte die Gemeinde 259 Einwohner. Nach 1950 (250 Einwohner) wurde eine starke Abwanderung beobachtet. Erst seit 1980 (175 Einwohner) wurde wieder ein deutliches Bevölkerungswachstum verzeichnet.
Einwohnerzahlen: Volkszählungsdaten

## Wirtschaft
Vesin war bis in die zweite Hälfte des 20. Jahrhunderts ein vorwiegend durch die Landwirtschaft geprägtes Dorf. Noch heute haben der Ackerbau, der Anbau von Tabak, die Milchwirtschaft und die Viehzucht einen wichtigen Stellenwert in der Erwerbsstruktur der Bevölkerung. Weitere Arbeitsplätze sind im lokalen Kleingewerbe und im Dienstleistungssektor vorhanden. In den letzten Jahrzehnten hat sich das Dorf auch zu einer Wohngemeinde entwickelt. Viele Erwerbstätige sind deshalb Wegpendler, die hauptsächlich in den Regionen Payerne und Estavayer-le-Lac arbeiten.

## Verkehr
Das Dorf ist verkehrsmässig recht gut erschlossen. Es liegt an der Verbindungsstrasse von Estavayer-le-Lac nach Granges-près-Marnand, die sich hier mit der Strasse von Payerne nach Combremont-le-Grand kreuzt. Der nächste Anschluss an die Autobahn A1 (Lausanne-Bern), die im Jahr 2001 eröffnet wurde, befindet sich rund 3 km vom Ortskern entfernt. Durch eine Buslinie der Transports publics Fribourgeois, die von Estavayer-le-Lac über Combremont-le-Grand nach Granges-près-Marnand verkehrt, ist Vesin an das Netz des öffentlichen Verkehrs angebunden.

## Geschichte
Die erste urkundliche Erwähnung erfolgte 1223 unter dem Namen Visins. Der Ortsname geht auf den Patois-Ausdruck vesin in der Bedeutung von Nachbar zurück. Die Geschichte von Vesin ist eng mit derjenigen von Cugy verbunden. Das Dorf unterstand seit dem 12. Jahrhundert der Herrschaft Cugy, die einer Seitenlinie der Herren von Estavayer gehörte. Diese Herrschaft kam 1329 als Lehen an die Barone von Montagny und 1477 unter die Herrschaft von Freiburg. Dieses teilte das Dorf 1536, nachdem die Berner das Waadtland erobert hatten, der Vogtei Estavayer zu.
Nach dem Zusammenbruch des Ancien Régime (1798) gehörte Vesin während der Helvetik und der darauf folgenden Zeit zum Bezirk Estavayer und wurde 1848 in den Bezirk Broye eingegliedert. Im Rahmen der seit 2000 vom Kanton Freiburg geförderten Gemeindefusionen wurde die vorher politisch selbständige Gemeinde Vesin mit Wirkung auf den 1. Januar 2005 nach Cugy eingemeindet. Vesin gehörte stets zur Pfarrei Cugy.